# Карбетон
Карбетон (на латински: Carbeto; Carve(tus); Carven(tanus)) е политик на Римската република през 5 век пр.н.е.
През 458 пр.н.е. изглежда е избран за консул заедно с Гай Навций Рутил. Той умира по време на служебната си година и е заменен от суфектконсул Луций Минуций Есквилин Авгурин.